# Thorellius yuyuawi
Espèce
Thorellius yuyuawi est une espèce de scorpions de la famille des Vaejovidae.

## Distribution
Cette espèce est endémique du Jalisco au Mexique. Elle se rencontre vers Mezquitic.

## Description
Le mâle holotype mesure 50,1 mm, les mâles mesurent de 46,9 à 51,6 mm et les femelles de 41,7 à 57,9 mm.

## Publication originale
- González-Santillán & Prendini, 2018 : « Systematic revision of the North American syntropine vaejovid scorpion genera Balsateres, Kuarapu, and Thorellius, with descriptions of three new species. » Bulletin of the American Museum of Natural History, no 420, p. 1−81 (texte intégral).